# شانسيل ماسا
شانسيل ماسا (بالفرنسية: Chancel Massa)‏ (مواليد 24 يناير 1987) هو لاعب كرة قدم كونغولي في مركز حراسة المرمى. يلعب حاليًا لصالح نادي اي سي ليوباردز.

## روابط خارجية
- شانسيل ماسا على موقع الاتحاد الدولي (مؤرشف)  (الإنجليزية)
- شانسيل ماسا على موقع قاعدة بيانات كرة القدم.إي يو (الإنجليزية)
- شانسيل ماسا على موقع ناشيونال فوتبول تيمز (الإنجليزية)
- شانسيل ماسا على موقع Soccerway.com (الإنجليزية)